# Lycosa subhirsuta
Lycosa subhirsuta este o specie de păianjeni din genul Lycosa, familia Lycosidae, descrisă de Ludwig Carl Christian Koch în anul 1882. Conform Catalogue of Life specia Lycosa subhirsuta nu are subspecii cunoscute.